# ゴッサム・インディペンデント映画賞
ゴッサム・インディペンデント映画賞（英: Gotham Independent Film Awards）は、ニューヨークで行われるインディペンデント映画を対象とした映画賞である。「ゴッサム」とはワシントン・アーヴィングが名付けたニューヨークへの愛称に因んでいる。元々はゴッサム賞（Gotham Awards）であったが、2008年よりゴッサム・インディペンデント映画賞に改名された。

## 授賞式
| - 1991年 - 第1回 - 1992年 - 第2回 - 1993年 - 第3回 - 1994年 - 第4回 - 1995年 - 第5回 - 1996年 - 第6回 - 1997年 - 第7回 - 1998年 - 第8回 - 1999年 - 第9回 - 2000年 - 第10回 | - 2001年 - 第11回 - 2002年 - 第12回 - 2003年 - 第13回 - 2004年 - 第14回 - 2005年 - 第15回 - 2006年 - 第16回 - 2007年 - 第17回 - 2008年 - 第18回 - 2009年 - 第19回 - 2010年 - 第20回 | - 2011年 - 第21回 - 2012年 - 第22回 - 2013年 - 第23回 - 2014年 - 第24回 - 2015年 - 第25回 - 2016年 - 第26回 - 2017年 - 第27回 - 2018年 - 第28回 - 2019年 - 第29回 - 2020年 - 第30回 |  |

| - 2021年 - 第31回 |